# تپه‌های جنوبی حصار سرخ ۳
تپه‌های جنوبی حصار سرخ ۳ مربوط به سدهٔ ۷ و ۸ ه‍.ق است و در شهرستان ورامین، بخش جوادآباد، روستای حصار سرخ واقع شده و این اثر در تاریخ ۱۲ بهمن ۱۳۸۱ با شمارهٔ ثبت ۷۴۲۵ به‌عنوان یکی از آثار ملی ایران به ثبت رسیده است.